# Donker landkaartmos
Donker landkaartmos (Rhizocarpon reductum) is een korstmossoort uit de familie Rhizocarpaceae.

## Determinatie

### Uiterlijke kenmerken
Donker landkaartmos is een korstvormig korstmos. Het thallus heeft een diameter van 2-3 cm diam. Het is gebarsten areolate, grijsachtig tot muisbruine met een dunne zwarte prothallus. De zwarte apotheciën hebben een dunne, aanhoudende rand en hebben een diameter van (200–)400–600(–800) µm. Aanvankelijk zijn ze verzonken en later licht verhoogd.
De kleurreacties zijn variabel: meestal K+ (geel), C-, P+ (oranje). Zelden K-, P- of K+ (rood), P+ (oranje).

### Microscopische kenmerken
Het hymenium is hyaliene en heeft een hoogte van 120-140 μm. De asci zijn 8-sporig en meten 65–80 × 25–33 μm. De ascosporen zijn glad, hyaliene, muurvormig met (6–)8–13(–17) cellen en meten 20–35 x 10–15 µm.

## Ecologie
Donker landkaartmos is een pioniersoort van kiezelhoudend gesteente, kiezelstenen en grafstenen.

## Verspreiding
In Nederland is donker landkaartmos vrij algemeen. De soort is niet bedreigd en staat niet op de Nederlandse Rode Lijst.

## Foto's

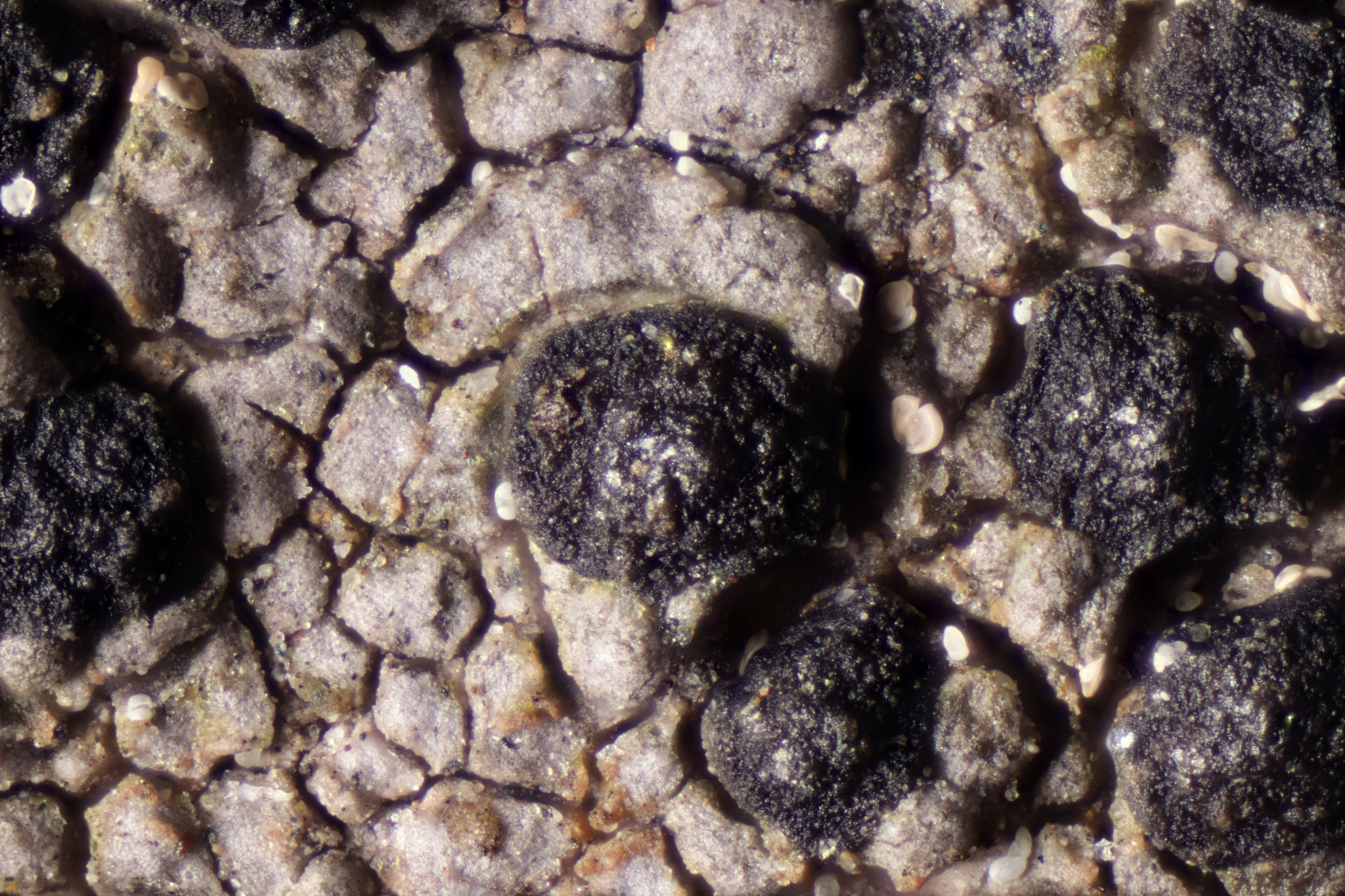
Apothecia
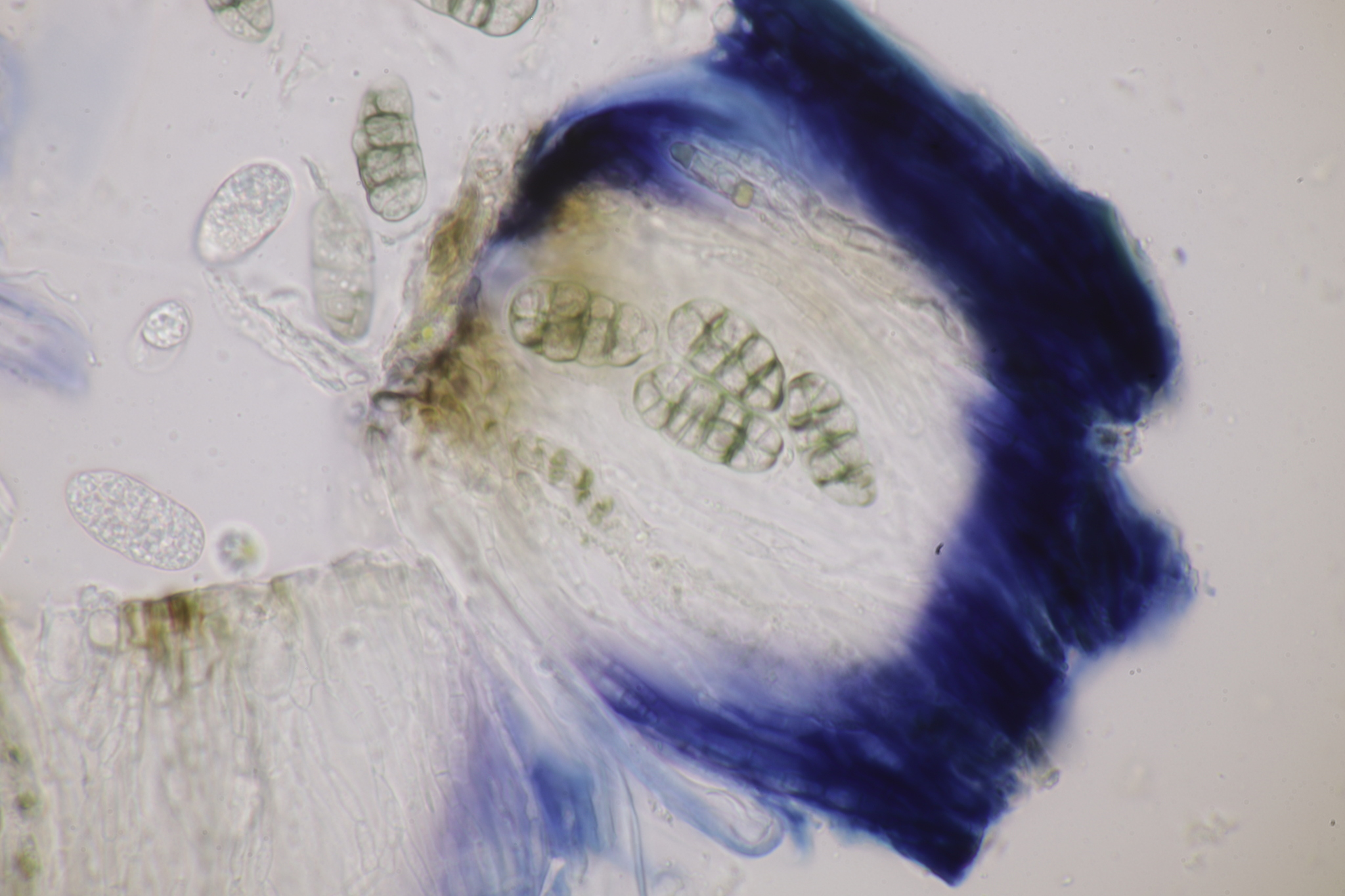
Ascosporen